# Crocanthes micradelpha
Espèce
Synonymes
- Gelechia micradelpha Lower, 1897[1]

Crocanthes micradelpha est une espèce de papillons de la famille des Lecithoceridae. On le trouve dans le Nord du Queensland en Australie.

## Systématique
L'espèce Crocanthes micradelpha a été initialement créée par Oswald Lower (d) en 1897 sous le protonyme de Gelechia micradelpha, sur la base d'un unique spécimen (une femelle) capturé dans les environs de Broken Hill (Nouvelle-Galles du Sud).

## Description
Crocanthes micradelpha a une envergure de 10 mm environ.

## Publication originale
- (en) Oswald Lower, « Descriptions of new Australian Lepidoptera », Transactions of the Royal Society of South Australia, Taylor & Francis, vol. 21,‎ 6 avril 1897, p. 50-60 (ISSN 0372-1426 et 2204-0293, lire en ligne).